# Celler Mas García Muret
Mas Garcia Muret és un celler de Llimiana, una empresa que comença el 2010 amb unes vinyes plantades el 1994 i que elabora vins de la Denominació d'Origen Costers del Segre.
En aquest indret ja hi havia vinyes, documentat uns 250 anys enrere i en la masia hi ha encara bótes del segle xix.
El 1964 el fill del doctor José Luis Garcia, va comprar el mas Perejaia que incloïa una finca d'onze hectàrees. Durant 17 anys es va vendre la producció al grup Torres, però el 2011 ja es va fer la primera verema pròpia.
Ocupen unes 70 hectàrees situades entre 450 i 600 metres d'altitud, i es cultiva pinot noir, sirà, ull de llebre, merlot i cabernet sauvignon (negres) i albarinyo, sauvignon blanc, moscatell, i garnatxa blanca i chardonnay (blancs).
Els vins que elabora Mas Garcia Muret estan al mercat amb les etiquetes Muriac i Unua (negres) i Colomina (rosat pàl·lid d'ull de llebre i pinot noir), Conca de Tremp (negre, merlot i cabernet) i Juna (garnatxa blanca, chardonnay i sauvignon blanc).